# Reiff für die Insel – Neubeginn
Reiff für die Insel – Neubeginn ist ein deutscher Fernsehfilm von Anno Saul aus dem Jahr 2012 mit Tanja Wedhorn in der Hauptrolle. Es ist der Auftaktfilm zu der fünfteiligen Filmreihe Reiff für die Insel.

## Handlung
Anwaltsgehilfin Katharina Reiff trennt sich von ihrem Freund und reist mit ihrer Tochter Nele aus der Großstadt auf die Insel Föhr. Auf dem Weg dorthin fallen ihr an einer Tankstelle zwei Männer auf, die offensichtlich jemanden suchen und wenig vertrauenerweckend wirken. Doch sie überwindet ihre Neugier, fährt zügig weiter und trifft kurz darauf einen Anhalter, den sie bis zur Fähre mitnimmt. Wie sich zeigt, hat der Mann gesundheitliche Probleme und Katharina beschließt, sich noch ein wenig um Sebastian, so heißt der Mann, zu kümmern. Ihre Mutter Marianne, die auf der Insel eine Ferienpension betreibt, ist zunächst wenig begeistert, als ihre Tochter samt Anhang so plötzlich vor ihr steht. Zu Katharinas Leidwesen wird auch noch ihr Auto abgeschleppt, weil sie es im absoluten Parkverbot abgestellt hatte. Eigentlich möchte sie nur etwas ausspannen, trifft jedoch auf ihren alten Freund Thies Quedens, der hier als Inselpolizist arbeitet. In seinem Büro geht gerade ein Fax ein und so bekommt Katharina mit, dass im Zusammenhang mit einer Schießerei ein verdächtiger Wagen gesucht wird. Sie ist sich dabei sicher, dass sie das Auto an der Tankstelle gesehen hatte. Nele wünscht sich eigentlich nichts sehnlicher, als dass ihre Mutter ihr Helfersyndrom in den Griff bekommt, doch so wie es aussieht, steckt Katharina schon wieder ihre Nase in die Angelegenheit anderer Leute. Diese gibt Sebastian zu verstehen, dass sie von der Schießerei weiß und vermutet, dass er da mit drin steckt, denn offensichtlich hat er eine leichte Schussverletzung, was Katharina nicht entgangen ist. So erzählt er seiner Helferin, dass er Croupier in einem Spielcasino war und hinter die Machenschaften seines Chefs gekommen sei, weshalb er nun vor dessen Leuten fliehen muss. Daraufhin hilft ihm Katharina, sich zu verstecken.
Thies Quedens findet heraus, dass Katharina einen Anhalter mitgenommen hatte, und so zieht er daraus den Schluss, dass dieser zu dem gesuchten Auto, das inzwischen verlassen aufgefunden wurde, gehören könnte. Als er seiner alten Freundin von seinem Verdacht erzählt, stellt sie sich schützend vor Sebastian und rät Thies, lieber nach den zwei Verdächtigen von der Tankstelle zu suchen. Sie selbst beschließt, noch ein paar Tage länger auf der Insel zu bleiben, und übernimmt dazu einen Haussitterjob für ein zurzeit leerstehendes Landhaus. Sie überredet Sebastian, doch lieber einen Arzt aufzusuchen, um seine Schussverletzung behandeln zu lassen. Zum Glück kennt Katharina den Inselarzt und seine Tochter, die jetzt die Praxis führt, sodass die Behandlung geheim bleibt. Allmählich wird Katharina die Angelegenheit dann doch zu heikel und sie weiht Thies in ihr Geheimnis ein. Gerade rechtzeitig – als auch schon Sebastians Verfolger auf der Insel eintreffen. Zusammen mit seinem rüstigen Vater und weiteren Inselbewohnern nimmt Thies den Kampf gegen die „Gangster“ auf. Zunächst schicken sie die Ortsunkundigen auf der Insel hin und her. Als die beiden dann abgekämpft in der Pension „Hagebutte“ eintreffen, in der sie Sebastian vermuten, finden sie sich mitten in Thies’ Polizeirevier wieder. Kurzerhand steckt Thies die zwei in eine Zelle. Doch stellt sich heraus, dass die beiden Detektive sind, und Sebastian tut gut daran, die Insel so schnell wie möglich zu verlassen. Katharina überredet ihn, ihr seine Beute aus dem Spielcasino zu übergeben, was er auch tut, um sodann mit der nächsten Fähre die Insel zu verlassen. Katharina selbst beschließt, einen Neubeginn auf Föhr zu wagen.

## Veröffentlichung
Reiff für die Insel – Neubeginn wurde am 27. April 2012 zur Hauptsendezeit im Programm der ARD Das Erste erstgesendet.

## Kritik
Rainer Tittelbach von tittelbach.tv meinte zu diesem Auftaktfilm der Reihe „Reiff für die Insel“: „Unterhaltsame Mixtur aus komödiantischer Selbstfindungsmär mit Krimi-Zügen und angenehm wenig ernsthafter Romantik. Sympathisch besetzt, federleicht und telegen von Anno Saul inszeniert. Diese hübsch verspielte, mit vielen kleinen Details angereicherte Geschichte muss nicht erzählt werden – doch Spaß macht sie trotzdem!“
Bei Quotenmeter.de wertete Sidney Schering verhalten: „Die seichte Krimikomödie, die niemals aneckt und nach jeder angedeuteten Pointe erstmal innerlich verharrt als wolle sie dem Publikum eine Atempause nach einem mordsmäßigen Gag einräumen, enthält zahlreiche der typischen Zutaten für die mit Lokalkolorit eingefärbten Schmunzel-Krimiserien. Inhaltlich, inszenatorisch und auch in der Art der Darstellung. Das Schauspielensemble ist durchaus mit Genuss bei der Sache, verausgaben scheint sich aber niemand zu wollen.“